# Berghof (Sölden)
Der Berghof ist ein ehemaliges Gehöft in der Gemeinde Sölden, Tirol. Das Gebäude ist einer der Urhöfe der Gemeinde Sölden.

## Lage
Der Berghof befindet sich orographisch links der Ötztaler Ache (westseitig), direkt oberhalb des Ortszentrums von Sölden, nördlich des Rettenbachs auf einer Seehöhe von 1426 m.ü.A.

## Geschichte
Ein Gebäude am Berghof wird erstmals ca. 1370 urkundlich erwähnt. Im Jahr 1588 wird der Berghof bereits als einer der Urhöfe von Sölden in den Büchern von St. Petersberg geführt. Dieser Hof aus dem 16. Jahrhundert besteht immer noch. Jetzt wird das vollständig erneuerte Gebäude als Beherbergungsbetrieb genutzt. Rund um den Berghof sind mehrere Gehöfte entstanden. Heutzutage werden alle als Pensionen betrieben, teilweise mit landwirtschaftlicher Nutzung.

## Filmdrehort
Ab dem 6. September 1939 wurden Teile des Films Die Geierwally von Hans Steinhoff am Berghof gedreht.

## Bilder

Franzisco-Josephinische Landesaufnahme, Sölden mit Berghof, Stand ca. 1873
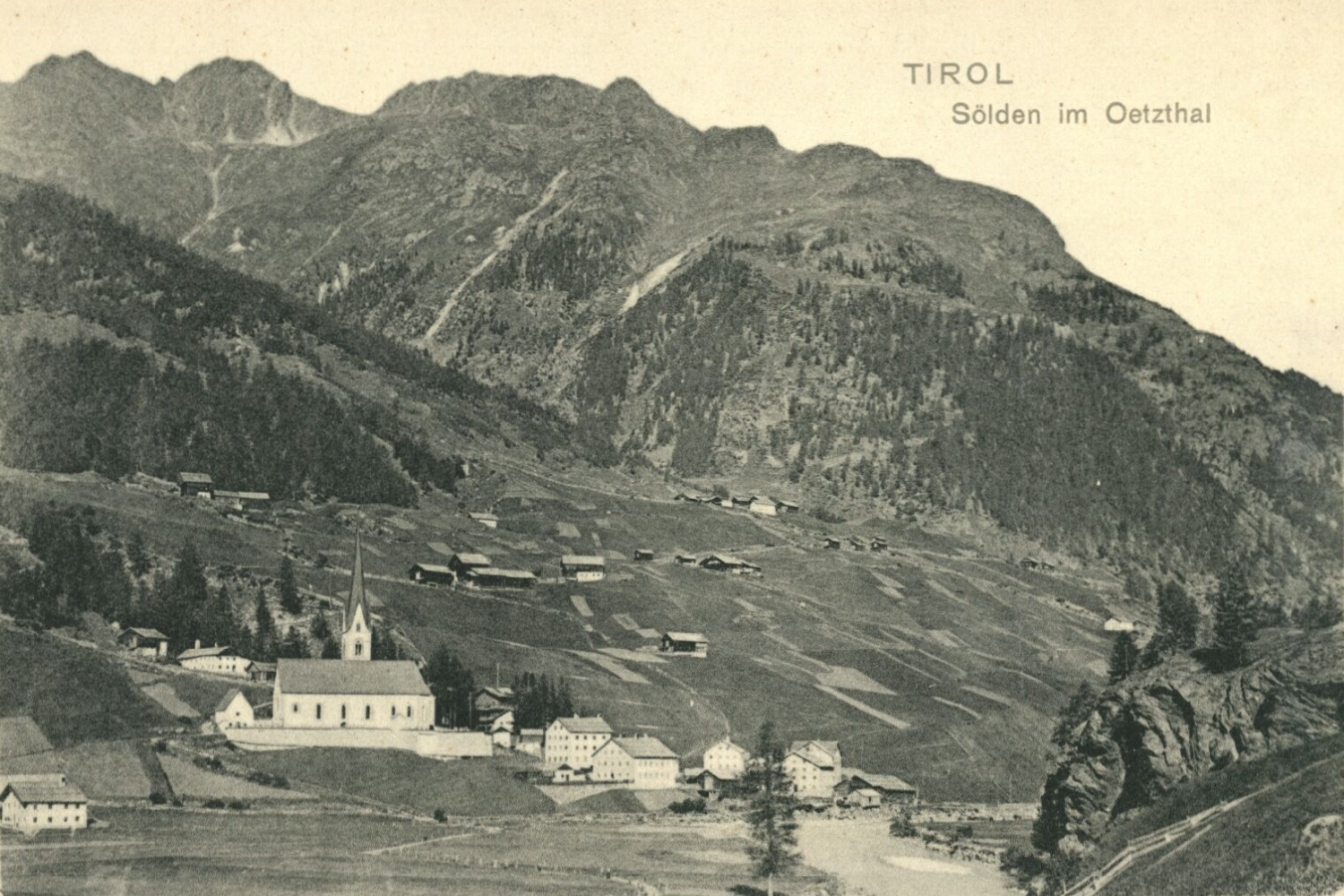
Postkarte von Sölden mit Berghof. Aufgenommen um 1920
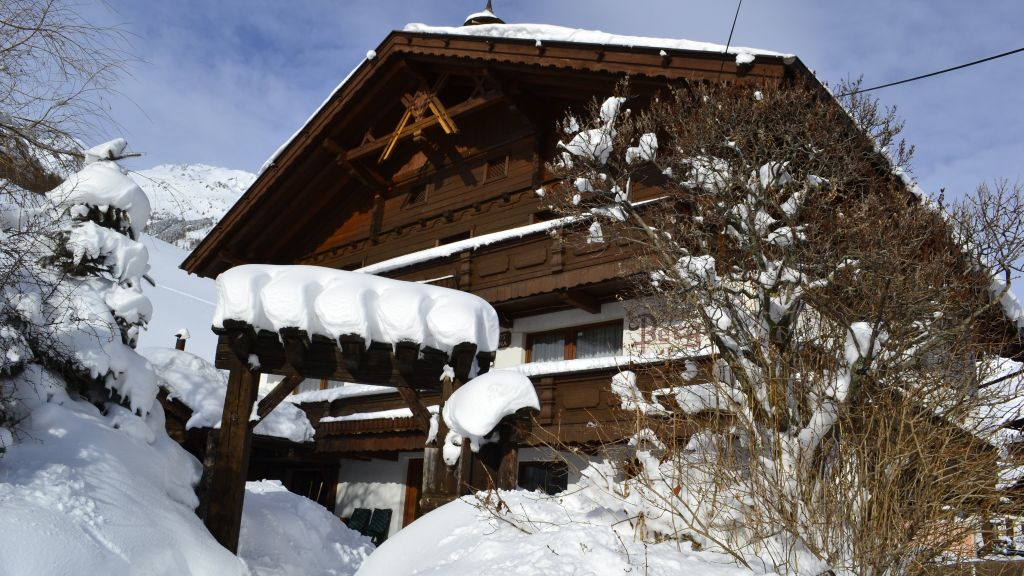
Der Berghof in Sölden (Winter 2010)
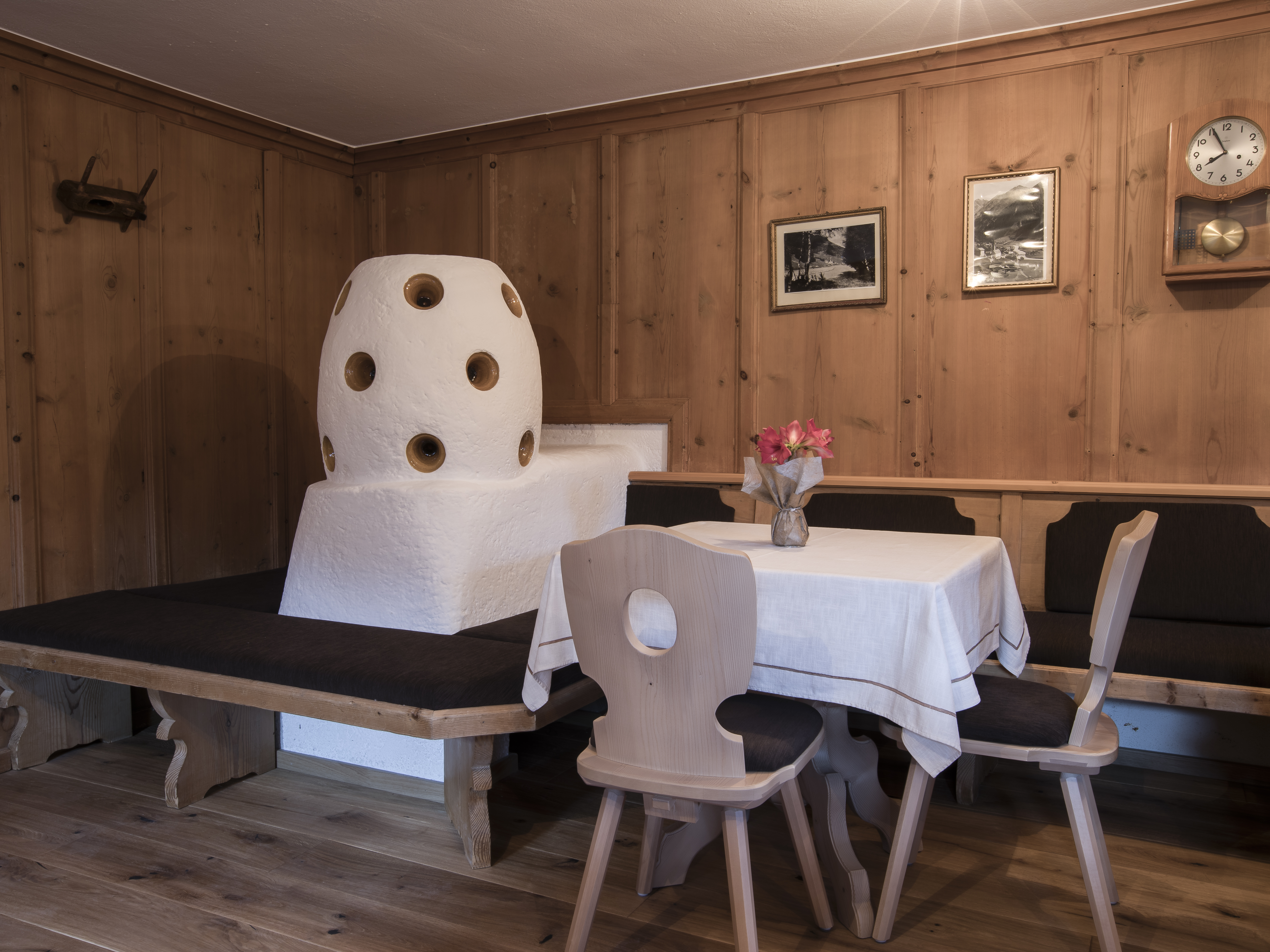
Kachelofen in alter Ötztaler Bauernstube im Berghof
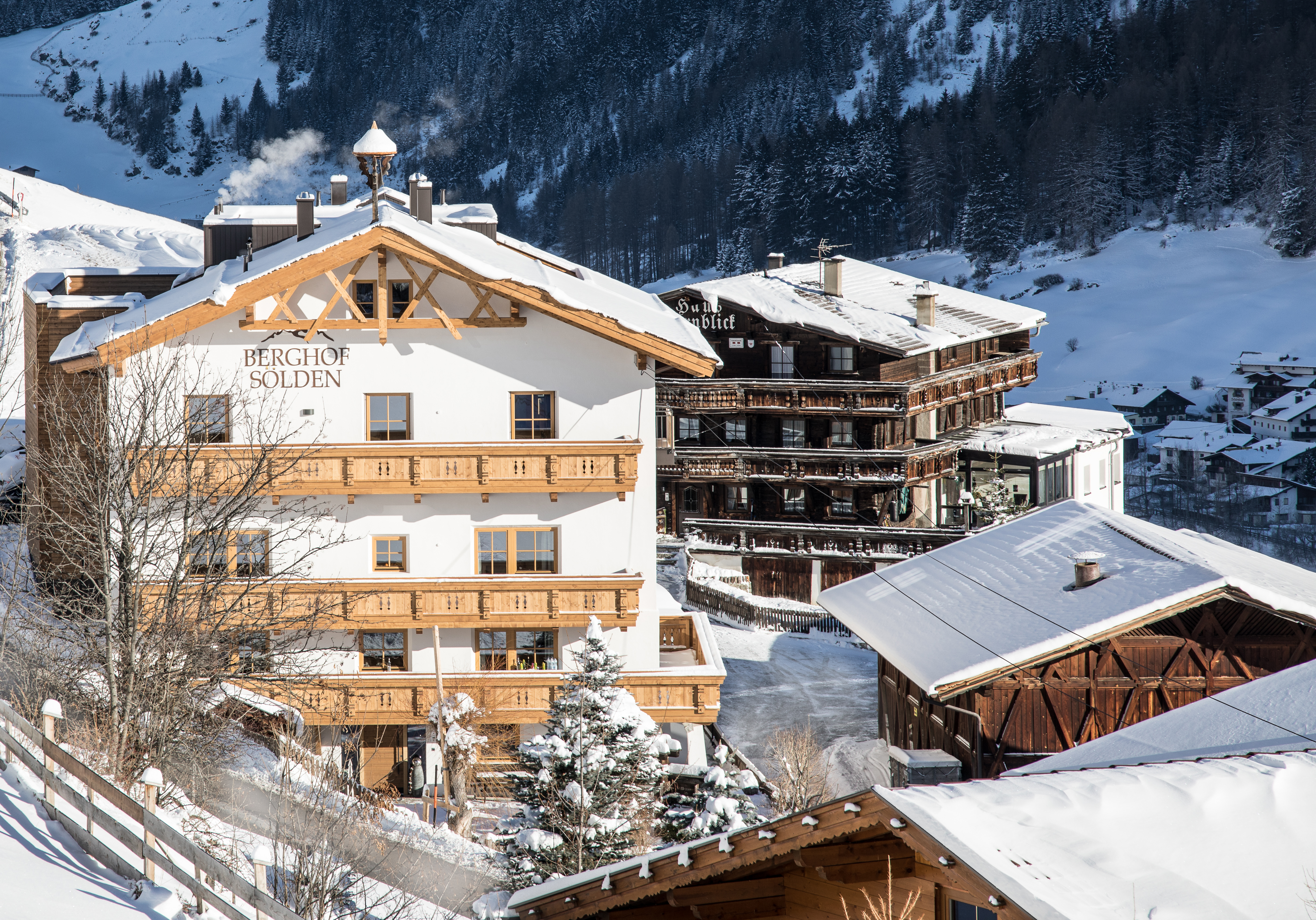
Der Berghof nach der Sanierung (Herbst 2016)